# Splot żylny kanału nerwu podjęzykowego
Splot żylny kanału nerwu podjęzykowego – w anatomii człowieka jeden ze splotów żylnych kanałów kostnych, łączących układy żylne wewnątrz i na zewnątrz czaszki. Przebiega przez kanał nerwu podjęzykowego, oplatając tam nerw podjęzykowy. Stanowi połączenie zatoki potylicznej i splotu żylnego kręgowego wewnętrznego z opuszką górną żyły szyjnej wewnętrznej.